# アルフォンソ・アラウ
アルフォンソ・アラウ・インチャウステギ（スペイン語: Alfonso Arau Incháustegui, 1932年1月11日 - ）は、メキシコの俳優、映画監督。
メキシコシティ出身、父親は医師。俳優として活動する一方、1971年に映画監督デビュー、ヌエーヴォ・シネ・メヒカーノを代表する映画監督として活動している。

## 主な作品

### 出演
- ワイルドバンチ The Wild Bunch (1969)
- エル・トポ El Topo (1970)
- 母親クーガーの一生 Run, Cougar, Run (1972)
- 明日なき追撃 Posse (1975)
- ユーズド・カー Used Cars (1980)
- ロマンシング・ストーン 秘宝の谷 Romancing the Stone (1984)
- サボテン・ブラザース ¡Three Amigos! (1986)
- ウォーカー Walker (1987)
- ノンストップ・ガール Committed (2000)

### 監督
- 赤い薔薇ソースの伝説 Like Water for Chocolate (1989)
- 雲の中で散歩 A Walk in the Clouds (1995)
- ヴァージン・ハンド Picking Up the Pieces (2000)
- ペインテッド・ハウス A Painted House (2003) テレビ映画